# Wyszogród (stacja kolejowa)
Wyszogród – dawna wąskotorowa stacja kolejowa we wsi Kamion w województwie mazowieckim, w Polsce.